# Renny Harlin
Renny Harlin (Riihimäki (Finland), 15 maart 1959) is een Amerikaans filmregisseur van Finse origine.
Hij staat bekend als maker van zeer dure, spectaculair gefilmde en pretentieloze actiefilms die vaak zeer succesvol zijn. Harlin bewees met films als Die Hard 2 en Cliffhanger, hierin een grote vakman te zijn. Ook maakte hij het vierde deel van de Nightmare on Elm Street-reeks.
Daar tegenover staat dat Harlin ook een aantal enorme commerciële flops gemaakt heeft. Harlin is beroemd geworden om Cutthroat Island, een film die bekendstaat als de minst succesvolle film aller tijden.
Renny Harlin was vanaf 18 september 1993 tot juni 1997 getrouwd met actrice Geena Davis, die de hoofdrol speelt in een aantal van zijn films.

## Filmografie
- Born American (1986)
- Prison (1988)
- A Nightmare on Elm Street 4: The Dream Master (1988)
- The Adventures of Ford Fairlane (1990)
- Die Hard 2 (1990)
- Cliffhanger (1993)
- Cutthroat Island (1995)
- The Long Kiss Goodnight (1996)
- Deep Blue Sea (1999)
- Driven (2001)
- Mindhunters (2004)
- Exorcist: The Beginning (2004)
- The Covenant (2006)
- Cleaner (2007)
- 12 Rounds (2009)
- 5 Days of War (2011)
- Devil's Pass (2013)
- The Legend of Hercules (2014)
- Skiptrace (2016)
- Legend of the Ancient Sword (2018)
- Bodies at Rest (2019)
- The Misfits (2021)
- Reunion 3: Singles Cruise (2021)
- The Bricklayer (2024)
- The Strangers: Chapter 1 (2024)

- Bibsys: 98019085
- Biblioteca Nacional de España: XX1305538
- Bibliothèque nationale de France: cb13991517b (data)
- Gemeinsame Normdatei: 137567200
- International Standard Name Identifier: 0000 0001 1683 0920
- Library of Congress Control Number: no97016987
- Nationale Bibliotheek van Tsjechië: jx20050419029
- Nationale bibliotheek van Australië: 40396211
- Nationale Bibliotheek van Israël: 987007448889805171
- Nationale Bibliotheek van Polen: a0000001630978
- Nederlandse Thesaurus van Auteursnamen: 114511020
- Réseau des bibliothèques de Suisse occidentale: 02-A006034655
- LIBRIS: 322879
- SNAC: w6tq6x0z
- Système universitaire de documentation: 129900656
- Trove: 1446262
- Virtual International Authority File: 88588428
- WorldCat: E39PBJrWCtPTg7R7thMMQHMdcP